# Centro Ameghino
El Centro Ameghino (Centro de Salud Mental Nro. 3 “Dr. A. Ameghino”) es un centro de salud dependiente del Gobierno de la Ciudad de Buenos Aires.
Fue fundado en 1948, por Ramón Carrillo en la Dirección Nacional de Salud Pública y Asistencia Social de la Nación.

## Historia
Fue inaugurado con el nombre de  “Instituto de Psicopatología Aplicada” con el fin de proveer atención a lo que por entonces constituía el emergente campo de la salud mental que incluía a los denominados psicópatas, neuróticos y toxicómanos y, en general, distintos padecimientos psíquicos inasequibles a tratamientos de base médico-orgánicos ni intregrantes de la clase de los “alienados mentales”; así como de la promoción de la investigación y de la formación de profesionales que se desempeñen en estas disciplinas emergentes.
En año 1963, se crean en Argentina otros Centros de Salud Mental y Servicios de Psicopatología en hospitales generales, como alternativa a los hospitales psiquiátricos (como el Borda y el Moyano). Algunos de ellos estarán fuertemente influidos por el psicoanálisis, contribuyendo a su expansión en salud mental.
Hasta mediados de 1979 se llamó Instituto Nacional de Salud Mental y pertenecía al ámbito de la nación. En 1979 pasó a depender de la entonces Municipalidad de la Ciudad de Buenos Aires, como  un servicio del Hospital Ramos Mejía.  Fue por esos años que los hospitales Nacionales pasaron a depender de esa Municipalidad. Ahí se llamó Unidad Centro de Salud Mental N°3 Arturo Ameghino porque pasó a ser la Unidad de psicopatología de ese hospital. Hubo traslado del personal profesional del hospital a la Unidad. 
En los años 80 recibe el Centro la denominación actual: “Centro de Salud Mental "Dr.Arturo Ameghino". 
En el año 1983 se produjeron concursos de concurrencias y se corroboró un aumento en la demanda tanto de asistencia como de formación de profesionales. En 1985 comienza a dictarse en el Centro el Curso prolongado de posgrado en psicoanálisis. En 2001 se aprobó la estructura organizativa de la institución que permitió entonces el nombramiento de un director.
El Centro cuenta con profesionales médicos psiquiatras, neurólogos, psicólogos, fonoaudiologos, psicopedagogos, asistentes sociales, como así también personal administrativo. La institución dispone de varios equipos especializados en: adultos (trat.psicolog./psiquiat., neurolog.); alcoholismo; bulimia y anorexia; emergencias; Grupo; Hospital de día; Infanto-Juvenil (trat.psicolog./psiquiat., orient.vocac., psicopedag. fonoaudiolog); Pareja y Familia; Toxicomanías. Hay tres turnos para la atención: mañana, tarde y vespertino.
m